# Лугівська сільська рада (Рожнятівський район)
| Лугівська сільська рада — орган місцевого самоврядування у Рожнятівському районі Івано-Франківської області з адміністративним центром у с. Луги. Утворена 29 листопада 1994 року. Водоймища на території, підпорядкованій даній раді: річка Чечва. Сільській раді підпорядковані населені пункти: - с. Луги |

## Склад ради
Рада складається з 16 депутатів та голови.

### Керівний склад ради
| ПІБ                      | Основні відомості                                                                                       | Дата обрання | Дата звільнення |
| ------------------------ | --- | ------------ | --------------- |
| Мороз Ярослав Ілліч      | Сільський голова, 1958 року народження, освіта, член Партії захисників Вітчизни                         | 26.03.2006   | 31.10.2010      |
| Білан Василь Миколайович | Сільський голова, 1952 року народження, освіта незакінчена вища, Всеукраїнське об'єднання «Батьківщина» | 31.10.2010   |                 |

Примітка: таблиця складена за даними джерела